# معاملة المثليين في ليتوانيا
قد يواجه الأشخاص من المثليين والمثليات ومزدوجي التوجه الجنسي والمتحولين جنسياً (اختصاراً: LGBT) في ليتوانيا
تحديات قانونية لا يواجهها غيرهم من المغايرين جنسيا. يعتبر كل من النشاط الجنسي المثلي بين الذكور وبين الإناث قانونيا في ليتوانيا، لكن لا توجد شراكة مثلية أو زواج المثليين، وهذا يعني أنه لا يوجد اعتراف قانوني بالعلاقات المثلية، لذا لا يتمتع الأشخاص من مجتمع المثليين بجميع الحقوق التي يتمتع بها الأشخاص غير المثليين، ولايتمتع الشركاء المثليون في البلاد بنفس الاعتراف القانوني الذي يتم منحه للأزواج المغايرين. على الرغم من إلغاء تجريم المثلية الجنسية في عام 1993، إلا أن الإرث التاريخي أدى إلى حقوق محدودة للأشخاص من مجتمع المثليين. تم تشريع الحماية ضد التمييز كجزء من معايير الانضمام إلى الاتحاد الأوروبي وفي عام 2010 تم تنظيم أول مسيرة فخر للمثليين في العاصمة فيلنيوس.
المواقف السلبية ضد الرجال المثليين والنساء المثليات لا تزال راسخة. وجدت العديد من استطلاعات الرأي العام دعما محدودا لزواج المثليين. أظهر مؤشر يوروباروميتر 2015 أن 24% من سكان ليتوانيا تدعم زواج المثليين، وهو من بين أدنى المؤشرات (كانت المستويات أدنى فقط في لاتفيا، رومانيا وبلغاريا). كان الدعم على مستوى الاتحاد الأوروبي لزواج المثليين 61%.
هناك مجتمعات صغيرة للمثليين في فيلنيوس، كاوناس وكلابيدا. في أماكن أخرى في ليتوانيا، ومع ذلك، فإن تفرق السكان وقلة عددهم يعني أنه لا يوجد مجتمع للمثليين نشط أو بارز.
تم إطلاق حملة إعلامية ضد الأشخاص من مجتمع المثليين من قبل صحيفة «سبينوبيليكا» في عام 2004، واستمرت حتى عام 2006. أعلن حوالي ثلثي أعضاء البرلمان في البلاد عن عداءهم لمجتمع المثليين خلال الحملة.

## قانونية النشاط الجنسي المثلي
تم تقنين النشاط الجنسي المثلي، والذي كان غير قانوني في الاتحاد السوفياتي، في ليتوانيا في عام 1993 بعد عامين من نهاية الاحتلال. خلال فترة الاحتلال السوفياتي، اعتبرت المثلية الجنسية انحطاطًا غير مرغوب فيه للبرجوازية، إذا اعترف بها على الإطلاق، وكانت الثورة الجنسية التي تحدث في المجتمع الغربي، والتي اعتبرها السوفييت تخريبية في حد ذاتها، قد أعاقت في هذه البيئة من خلال كونها في الخفاء ومن خلال الوصول المحدود إلى المعلومات. تم تعديل السن القانونية للنشاط الجنسي في عام 2004، في عمر 14 سنة من أجل تحقيق معايير الانضمام إلى الاتحاد الأوروبي ضد التمييز. في 2 يوليو 2010، تم رفع السن القانونية إلى 16 سنة، بغض النظر عن الجندر أو التوجه الجنسي.

## الاعتراف القانوني بالعلاقات المثلية
هناك العديد من الأحكام التي تحظر تسجيل العلاقات المثلية في ليتوانيا. تنص المادة 38 من دستور ليتوانيا على أن «الزواج يجب أن يتم بناء على الموافقة المتبادلة الحرة لرجل وامرأة». زواج المثليين محظور بشكل صريح في المادة 3.12 من القانون المدني للبلاد، حيث ينص على «الزواج يجب أن يبرم مع شخص مغاير فقط». علاوة على ذلك، يسمح القانون المدني للبلاد بأن توافق السلطات التشريعية على إقامة الشراكات، على الرغم من أن المادة 3.229 من القانون تقيدها إلى الشركاء المغايرين فقط.
خلال تعداد عام 2011، تم الإعلان عن 24 أسرة مثلية فقط.
في عام 2019، لايزال هناك مشروع قانون للسماح للشركاء المثليين بالحصول على بعض حقوق الشراكة المحدودة معلق في البرلمان. تمت الموافقة عليه مبدئيًا في تصويت 46 صوتا لصالحه مقابل 17 صوتا ضده (46-17) في مايو 2017.

## الحماية من التمييز

خريطة ليتوانيا مع علم فخر المثليين

وفقاً لقانون المساواة في المعاملة لعام 2005، يُحظر التمييز على أساس التوجه الجنسي في مجالات العمل والتعليم والوصول إلى السلع والخدمات.
كانت التعديلات التي أُدخلت على قانون المساواة في المعاملة، التي تلغي الحماية على أساس التوجه الجنسي، قيد النظر من قبل البرلمان في يونيو/حزيران 2008، ولكن تم رفضها فيما بعد.
من ناحية أخرى، يحظر التحريض العلني على العنف ضد المثليين والأقليات الأخرى في المادة 170 (3) من قانون العقوبات في البلاد. على سبيل المثال، كشف التحقيق الأولي الذي أجرته السلطات الليتوانية عام 2010 أن 160 حالة من بين حوالي 180 حالة لخطاب يحض على الكراهية (معظمها على الإنترنت) تتعلق بمجتمع المثليين. عادة ما يتم تغريم مرتكبي الجرائم، ويتم مصادرة أجهزة الكمبيوتر الخاصة بهم في بعض الأحيان.

## التبني وتنظيم الأسرة
بشكل عام، يجب أن يكون الزوجان متزوجين من أجل التبني في ليتوانيا، وبالتالي لا يسمح للشركاء المثليين بالتبني. غير أن المادة 3-210 من القانون المدني تنص على أنه يجوز في حالات استثنائية قبول أشخاص منفردين. في هذه الحالة، يذهب القرار إلى الأخصائيين الاجتماعيين. ومع ذلك، أعربت لجنة شؤون الأسرة والطفل في البرلمان الليتواني عن «قلقها إذا كان هناك ما يكفي من الحواجز القانونية لمنع الناس من التوجه غير التقليدي من التبني». وقد أكد المتخصصون وجود حواجز، على الرغم من أنه من الممكن التحايل عليها. ونتيجة لذلك، فإن تبني المثليين للأطفال في الواقع ليس ممكناً من الناحية القانونية.

## الهوية الجندرية والتعبير عنها
تسمح المادة 2.27 من القانون المدني لأي شخص غير متزوج بتغيير الجنس القانوني إذا كان ذلك ممكنًا من الناحية الطبية. غير أن الفقرة الثانية تنص على أن إجراءات تغيير نوع الجنس ينبغي أن تتم وفقا لقانون منفصل. يرفض البرلمان وحكومة ليتوانيا اتخاذ أي إجراءات لاعتماد مثل هذا القانون بعد أن خسر قضية قضية «إل ضد ليتوانيا» في المحكمة الأوروبية لحقوق الإنسان في عام 2007. ومنذ ذلك الحين، أصبح تغيير الجنس ممكناً فقط بقرار من المحكمة وبإجراء جراحة إعادة تحديد الجنس.
تم اقتراح إلغاء هذا البند في عام 2009، ومرة أخرى في عام 2013.
في أبريل/نيسان 2017، قضت المحكمة الأوروبية لحقوق الإنسان، في قضية أ. ب، غاركون، ونيكوت ضد فرنسا، بأن الطلب من الأشخاص المتحولين جنسياً الخضوع لعملية جراحية لتغيير وثائقهم الرسمية ينطوي على تمييز وانتهاك لحقوق الإنسان. وفي وقت لاحق، سمحت المحاكم الليتوانية لمتحولين جنسيين إثتين بتغيير جنسهم في وثائقهم الرسمية دون خضوعهم لعملية جراحية مسبقة. وتطالب مجموعات الدفاع عن حقوق المثليين الليتوانية بتشريعات مستقبلية لإلغاء شرط الجراحة.

## الخدمة العسكرية
يسمح للمثليين والمثليات ومزدوجي التوجه الجنسي بالخدمة علانية في الجيش.

## حرية التعبير
على الرغم من القوانين المتقدمة المناهضة للتمييز، خلال السنوات القليلة الماضية، واجه مجتمع المثليين بعض المبادرات للحد من حقوقهم في التعبير عن الرأي العام.

### قانون حماية القاصرين
اقترحت تعديلات على قانون حماية القاصرين، التي كانت ستمنع فعليا «ترويج العلاقات المثلية» والتي كانت تهدف إلى الحد من حقوق المثليين، في الأعوام 2006 و 2007 و 2008.
وافق البرلمان الليتواني على نسخة من القانون، كان من المقرر أن يدخل حيز التنفيذ في 1 مارس 2010. على الرغم من أن الرئيس قد استخدم حق النقض (الفيتو) بسبب «عدم وجود تعريفات»، تم إلغاء حق النقض من قبل البرلمان. وفي ذلك الوقت كان القانون سيحظر حسب تعبيره: «الدعاية للعلاقات المثلية أو المزدوجة أو تعدد الزوجات». وفقا لبعض السياسيين الذين صوتوا لصالح، يجب ترك إمكانية تعريف «الدعاية» للمحامين.
في 17 سبتمبر 2009، أصدر البرلمان الأوروبي قرارًا يدين القانون ويطلب من وكالة الحقوق الأساسية التابعة للاتحاد الأوروبي إصدار رأي قانوني بشأنه. في 10 نوفمبر 2009، أجاب البرلمان الليتواني بتبني قرار يطالب الحكومة بالسعي لإبطال قرار البرلمان الأوروبي، الذي أدانته على أنه فعل غير قانوني. كتبت «وكالة الحقوق الأساسية للاتحاد الأوروبي» للبرلمان الأوروبي بأنها لن تقدم الرأي القانوني المطلوب، بالنظر إلى أنه ليس لديها تفويض لتقييم تشريعات الدول الأعضاء.
وأعربت الرئيسة المنتخبة حديثا داليا غريباوسكايتي عن رفضها الشديد للقانون وشكلت لجنة لوضع مشروع لإلغاء الأحكام التمييزية. في 22 كانون الأول/ديسمبر 2009، ألغيت في الواقع البنود التي تحظر الترويج بين القاصرين «للعلاقات المثلية والمزدوجة وتعدد الزوجات»، ولكن كحل وسط، تم استبدال الفقرة «بحظر نشر المعلومات التي من شأنها ترويج العلاقات الجنسية أو غيرها من مفاهيم إبرام عقد الزواج أو تكوين أسرة غير تلك المنصوص عليها في الدستور أو القانون المدني».
 وقد قيل إن هذا الحكم هو الخطوة الأولى نحو فرض حظر على انتقاد الحكومة وقراراتها، وبالتالي - تهديد للديمقراطية في البلاد. زعم أنصار القانون أنهم يحمون بذلم الأسرة والطفل التقليديين، وقد أعرب بعضهم عن رأي مفاده أن القانون سيحظر أي معلومات في العلن حول المثلية الجنسية، بغض النظر عن إمكانية الوصول إلى القاصرين أو حظر أي نقاش عام عن الأحداث ذات الصلة بالمثلية الجنسية. (لذلك نقترح وضع حد لا يمكن الترويج له في الأماكن العامة من أجل حماية المواد الثلاث المذكورة في الدستور، ولكن من دون شك في بعض الفضاءات الداخلية يحق لهؤلاء الأشخاص تنظيم فعاليات، للترويج والمناقشة) تم توقيع النسخة الجديدة من قبل الرئيسة وبذلك «تم إلغاء أحكام المعادية للمثليين».
بشكل كبير، يمنع القانون نفسه السخرية والتحدي على أساس التوجه الجنسي. وينص القانون على عدد من التعديلات الأخرى، مثل حظر الترويج للتغذية غير الصحية للقاصرين، وحظر المعلومات التي «تدنس القيم العائلية»، وتصوير التنويم المغناطيسي، وما إلى ذلك.
تمت مقارنة التعديل في بعض الأحيان بالمادة 28، وهو قانون سابق تم إلغاءه حظر مناقشة المثلية الجنسية في المدارس البريطانية.
منذ دخوله حيز التنفيذ، كانت هناك العديد من حالات محاولة تطبيق القانون. تمت محاوله استعماله دون نجاح من أجل حظر مسيرة فخر المثليين في عام 2010، ومن أجل حظر مسيرة فخر المثليين في عام 2013. وتم إستعماله بنجاح في إعلان واحد عن مسيرة فخر فيلنيوس 2013 لجعله يبث في الليل ومع شعار محتوى البالغين فقط. السبب الذي قدمه مجلس خبراء خدمة مفتشية أخلاقيات الصحافة هو أن شخصًا واحدًا في الإعلان كان يحمل قميصًا يحمل نقشًا باللغة الليتوانية «من أجل تنوع الأسر». في رأيهم، فإنه يشجع على مفهوم مختلف من الأسرة والزواج من المنصوص عليها في القوانين الليتوانية.
في عام 2014، استناداً إلى أسس مماثلة، أوصت المؤسسة نفسها بتقييد توزيع كتاب للأطفال من حكايات بعنوان «قلوب الكهرمان» (بالليتوانية: Gintarinė širdis)
الذي تنشره جامعة العلوم التربوية الليتوانية، لأن حكايتين فيه كانا يحتويان على علاقات مثلية. أمر مجلس الكتاب لتكون «غير مناسبة للأطفال دون سن 14 عاما»، وبالإشارة إلى هذه التوصية، حظرت وزارة الثقافة الكتاب تماما.
في عام 2014، رفضت جميع المحطات التليفزيونية الليتوانية الكبرى عرض مقطع فيديو لمنظمة لحقوق المثليين يشجع على التسامح تجاه الأشخاص من مجتمع المثليين، على الرغم من عدم وجود أي محتوى مرتبط بالجنس، خشية حدوث انتهاك محتمل لقانون حماية القاصرين. تم تأكيد الإخلال لاحقاً بالإجماع من قبل مجلس خبراء خدمة مفتشية أخلاقيات الصحافة.

### قانون الإعلام
تنص المادة 39.1 من قانون الإعلام، المعدلة في 30 سبتمبر 2010 (والتي دخلت المراجعة الجديدة حيز التنفيذ في 18 أكتوبر 2010)، على أنه لا يجوز لأي إعلان أو رسالة سمعية بصرية تجارية الإعلان عن معلومات تهين كرامة الشخص، وتميز على أساس العرق، الجنس أو الأصل العرقي أو المواطنة أو الدين أو العقيدة أو الإعاقة أو السن؛ قد لا تصف هذه الرسائل أو تروج للتوجه الجنسي، أو تسيء إلى المشاعر الدينية أو المعتقدات السياسية، أو تروج لسلوك خطير على الصحة أو السلامة أو السلوك، ولا سيما الضارة بالبيئة. وقد قيل إن القانون قد يحظر أيضًا أي تصوير للمغايرة الجنسية.
في وقت لاحق، تم توضيح أن «خطأ في الترجمة» قد حدث. في 16 يونيو 2011، تم تبني تعديل جديد، وإزالة العبارة المذكورة أعلاه، بالإضافة إلى إضافة التوجه الجنسي إلى أساس التمييز المحظور في قانون الإعلام.

### تعديلات على قانون الجرائم الإدارية وقانون العقوبات
في عام 2011، تم اقتراح تعديل قانون المخالفات الإدارية بحيث يتضمن حكما: «يعاقب على الترويج العلنى للعلاقات المثلية بغرامة قدرها من 2,000 إلى 10,000 ليتاس ليتواني». في البداية وافق البرلمان على إجراء المناقشة، ولكن في وقت لاحق رفض بالإجماع الاقتراح. في عام 2013، تم اقتراح تعديل مماثل مرة أخرى. عرض مشروع قانون آخر في العام نفسه سعى لتعديل قانون العقوبات بحيث «لا يمكن نقد الممارسات الجنسية أو الجنسية أو القناعات أو المعتقدات أو الإقناع لتغيير هذا السلوك أو الممارسات أو الإدانات أو المعتقدات كمضايقات أو تشويه أو تحريض إلى الكراهية أو التمييز أو التحريض على التمييز» والذي كان من المحتمل أن يسمح بالكلام الذي يحض على الكراهية على أساس التوجه الجنسي.

### مسيرة فخر المثليين 2010 في فيلنيوس
في عام 2007، رفض مجلس مدينة فيلنيوس منح الإذن للاجتماعات العامة للأشخاص من مجتمع المثليين في مايو وأكتوبر بسبب «أسباب أمنية».
في عام 2010، سمح مجلس مدينة فيلنيوس في ليتوانيا بمسيرة فخر المثليين في ليتوانيا: فخر البلطيق 2010، أن تعقد في 8 مايو 2010. وتوقفت قبل فترة وجيزة بعد تدخل النائب العام. وقد ذكر النائب العام، رايمونداس بيتراوسكاس، أن الأمن هو سبب تدخله. عبرت الرئيسة داليا غريباوسكايتي عن معارضتها للحكم قضائي من خلال المتحدث باسم لها دافع عن الحق الدستوري في التجمع السلمي. تم إلغاء هذا القرار من قبل محكمة أعلى قبل يوم واحد من بدء المسيرة. مع وجود مكثف للشرطة، عقدت مسيرة فخر البلطيق 2010 مع حصول عنف وأعمال شغب من قبل المعارضين لحقوق المثليين. تم القبض على 12 متظاهرا عنيفا.

### مسيرة فخر المثليين 2013 في فيلينوس
فخر البلطيق هو مسيرة فخر ينتقل من خلال دول البلطيق على أساس سنوي، في عام 2013 كان دور ليتوانيا مرة أخرى لاستضافة هذا الحدث. في هذا الوقت، اجتذب العرض مزيدًا من الاهتمام لأن ليتوانيا كانت في ذلك الوقت مسؤولة عن رئاسة مجلس الاتحاد الأوروبي.
في يناير/كانون الثاني 2013، قدمت رابطة المثليين الليتوانيين طلبًا إلى بلدية فيلنيوس من أجل إجراء مسيرة فخر المثليين في 27 يوليو 2013. على عكس عام 2010، لم ترضى الرابطة بالتواجد في مكان خارجي وحسب، وطالبت بالسير على جادة غيديمينو، والتي تقع في وسط مدينة فيلنيوس. ورفضت بلدية فيلنيوس هذا الطلب بحجة أنه سيكون من الصعب ضمان تدابير السلامة المناسبة. أدرجت الرابطة شكوى إلى محكمة فيلنيوس الإدارية طالبة منها أن تأمر بلدية فيلنيوس بالسماح للمسيرة في جادة غيديمينو. على الرغم من أن رئيس بلدية فيلنيوس، آرتراس زوكاس، كرر باستمرار أن البلدية ستنفذ حكم المحكمة الأدنى، كان على القضية أن تمر عبر كل الحالات القضائية. في 23 يوليو 2013، قبل أربعة أيام من الموعد المحدد، أمرت المحكمة الإدارية العليا البلدية بتقديم مطلب الرابطة بالكامل.
شارك حوالي 500 شخص في فخر البلطيق 2013 وتجمع أكثر من 1000 شخص (غالبيتهم من المحتجين) حول جادة غيديمينو. نظرًا لقوات الشرطة الثقيلة، لم تحدث أي اضطرابات كبيرة، حيث تم اعتقال 28 شخصًا فقط لتسببهم في اضطراب عام، وكان أحدهم نائبًا ليتوانيًا مناهضًا للمثليين، هو بتراس غراغوليس. شمل فخر البلطيق 2013 حضور بعض الشخصيات البارزة، مثل الوزيرة السويدية لشؤون الاتحاد الأوروبي، بيرجيتا أولسون والناشط في حقوق المثليين الأمريكي ستوارت ميلك.
قال فلاديمير سيمونكو، زعيم رابطة المثليين الليتوانيين، بأن فخر البلطيق 2013 احتفالية لمدينة فيلنيوس بأكملها ولم يستبعد فكرة تنظيم مسيرة فخر للمثليين في ليتوانيا.
استقطب موكب فخر البلطيق 2016 حوالي 3,000 شخص. وعقد الحدث دون حدوث أي إصابات خطيرة.

## ظروف المعيشة
في مارس/آذار 2016، انتشرت لوحة جدارية في مدينة فيلنيوس تصور قبلة بين الرئيس الأمريكي دونالد ترامب والرئيس الروسي فلاديمير بوتين.
في مايو 2017، احتفالا باليوم العالمي لمكافحة رهاب المثلية، تم إضاءة مبنى بلدية فيلنيوس بألوان قوس قزح. وقد تم الترحيب بالحدث من قبل رئيس البلدية، السفير الأمريكي وسياسيين آخرين. وفي اليوم نفسه، أقام البرلمان معرضًا فنيًا لحقوق المثليين كموضوع.

### الدعم السياسي
أعرب بعض السياسيين، ومعظمهم من ممثلي الحزب الديمقراطي الاجتماعي الليتواني (ك«ماريا أوشرين بافيلينيني») والحركة الليبرالية في جمهورية ليتوانيا («ليونيداس دونسكيس») عن دعمهم لحقوق المثليين، وشرعوا في عدد قليل من القوانين والقرارات. دعم حقوق المثليين. المنظمات الرئيسية التي تدافع عن حقوق المثليين في ليتوانيا هي رابطة الشباب المتسامح ورابطة المثليين الليتوانيين. كان النائب روكاس زيلينسكاس أول عضو في البرلمان يعلن عن كونه مثلي الجنس، حتى وفاته في يونيو 2017.

### الرأي العام
أظهر استطلاع أجراه الاتحاد الأوروبي في عام 2006 أن 17% ممن شملهم الإستطلاع يؤيدون زواج المثليين و 12% يؤيدون حقوق تبني المثليين للأطفال، وهو من بين أدنى المستويات في الاتحاد الأوروبي. أظهرت دراسة أخرى أجريت عام 2006 أن 42% من المشاركين يوافقون على قانون الشراكة المدنية المثلية، و 12% على زواج المثليين، و 13% على الحق في التبني. تقلص الدعم لحقوق الشركاء المثليين إلى حد ما منذ ذلك الحين. كشفت دراسة أجريت في عام 2012 عن دعم بنسبة 10% للشراكات المثلية، و 7% لزواج المثليين، في حين أظهرت دراسة مماثلة في عام 2013 دعمًا بنسبة 7% فقط للشراكات و 5% دعم للزواج. ومع ذلك، أظهر مقياس يوروباروميتر 2015 دعمًا لزواج المثليين بنسبة 24% واعتقاد 44% أن الأشخاص من مجتمع المثليين يجب أن يحصلوا على نفس الحقوق كالأشخاص المغايرين.
وأظهر استطلاع للرأي أجري في عام 2009 أن 16% فقط من الليتوانيين سيوافقون على مسيرة فخر المثليين في العاصمة فيلنيوس، واعتبر 81.5% من الذين شملهم الاستطلاع أن المثلية الجنسية شذوذ جنسي، أو مرض.

## الرأي العام
ووفقًا لمقياس يوروباروميتر لعام 2015، أيد 24% من الليتوانيين زواج المثليين، وهو رابع أدنى مستوى بين الدول الأعضاء في الاتحاد الأوروبي إلى جانب سلوفاكيا. كان الدعم على مستوى الاتحاد الأوروبي 61%.

## ملخص
| قانونية النشاط الجنسي المثلي                                                             | (منذ عام 1993)                                    |
| المساواة في السن القانوني للنشاط الجنسي                                                  | (منذ عام 2004)                                    |
| قوانين مكافحة التمييز في التوظيف                                                         | (منذ عام 2005)                                    |
| قوانين مكافحة التمييز في توفير السلع والخدمات                                            | (منذ عام 2005)                                    |
| قوانين مكافحة التمييز في جميع المجالات الأخرى (تتضمن التمييز غير المباشر، خطاب الكراهية) | Yes                                               |
| زواج المثليين (حظر زواج المثليين منذ 2006)                                               |                                                   |
| الاعتراف القانوني بالعلاقات المثلية                                                      | (في الانتظار)                                     |
| تبني أحد الشريكين للطفل البيولوجي للشريك الآخر                                           | No                                                |
| التبني المشترك للأزواج المثليين                                                          | No                                                |
| يسمح للمثليين والمثليات الخدمة علناً في القوات المسلحة                                    | Yes                                               |
| الحق بتغيير الجنس القانوني                                                               | Yes                                               |
| علاج التحويل محظور على القاصرين                                                          | No                                                |
| الحصول على أطفال أنابيب للمثليات                                                         | No                                                |
| الأمومة التلقائية للطفل بعد الولادة                                                      | No                                                |
| تأجير الأرحام التجاري للأزواج المثليين من الذكور                                         | (محظورا لجميع الأزواج بغض النظر عن التوجه الجنسي) |
| الحق في التعبير والتحدث علنا                                                             | (موضوعات مقيدة وممنوعة)                           |
| السماح للرجال الذين مارسوا الجنس الشرجي بالتبرع بالدم                                    | No                                                |